# Hydrelia bicauliata
Hydrelia bicauliata är en fjärilsart som beskrevs av Louis Beethoven Prout 1914. Hydrelia bicauliata ingår i släktet Hydrelia och familjen mätare. Inga underarter finns listade i Catalogue of Life.